# Cryphia occidentalis
Cryphia occidentalis là một loài bướm đêm trong họ Noctuidae.